# Temporada 1986-87 de Los Angeles Lakers
La temporada 1986-87 fue la trigésimo novena de los Lakers en la NBA, y la vigésimo séptima en su ubicación en Los Ángeles, California. La temporada regular acabaron con 65 victorias y 17 derrotas, ocupando el primer puesto de la Conferencia Oeste, clasificándose para los playoffs en los que se proclamaron campeones al derrotar en las finales a los Boston Celtics por 4-2, logrando su décimo título de la NBA, el quinto en Los Angeles.

## Elecciones en elDraft
| Ronda | Puesto | Jugador      | Posición  | Nacionalidad   | Universidad |
| ----- | ------ | ------------ | --------- | -------------- | ----------- |
| 1     | 23     | Ken Barlow   | Ala-Pívot | Estados Unidos | Notre Dame  |
| 3     | 69     | Andre Turner | Base      | Estados Unidos | Memphis     |

## Temporada regular
| División Pacífico        | División Pacífico | División Pacífico | División Pacífico | División Pacífico | División Pacífico | División Pacífico | División Pacífico | División Pacífico |
| Equipo                   | G                 | P                 | %                 | PD                | Casa              | Fuera             | Div               |                   |
| ------------------------ | ----------------- | ----------------- | ----------------- | ----------------- | ----------------- | ----------------- | ----------------- | ----------------- |
| y-Los Angeles Lakers     | 65                | 17                | .793              | –                 | 37–4              | 28–13             | 24–6              |                   |
| x-Portland Trail Blazers | 49                | 33                | .598              | 16                | 34–7              | 15–26             | 17–13             |                   |
| x-Golden State Warriors  | 42                | 40                | .512              | 23                | 25–16             | 17–24             | 17–13             |                   |
| x-Seattle SuperSonics    | 39                | 43                | .476              | 26                | 25–16             | 14–27             | 15–15             |                   |
| Phoenix Suns             | 36                | 46                | .439              | 29                | 26–15             | 10–31             | 14–16             |                   |
| Los Angeles Clippers     | 12                | 70                | .146              | 53                | 9–32              | 3–38              | 3–27              |                   |

## Playoffs

### Primera ronda
Los Angeles Lakers  vs. Denver Nuggets 
| Fecha       | Partido                                    | Ciudad      |
| ----------- | ------------------------------------------ | ----------- |
| 23 de abril | Los Angeles Lakers 128, Denver Nuggets 95  | Los Angeles |
| 25 de abril | Los Angeles Lakers 139, Denver Nuggets 127 | Los Angeles |
| 29 de abril | Denver Nuggets 103, Los Angeles Lakers 140 | Denver      |
|             | Los Angeles Lakers gana las series 3-0     |             |

### Semifinales de Conferencia
Los Angeles Lakers  vs. Golden State Warriors 
| Fecha      | Partido                                           | Ciudad      |
| ---------- | ------------------------------------------------- | ----------- |
| 5 de mayo  | Los Angeles Lakers 125, Golden State Warriors 116 | Los Angeles |
| 7 de mayo  | Los Angeles Lakers 116, Golden State Warriors 101 | Los Angeles |
| 9 de mayo  | Golden State Warriors 108, Los Angeles Lakers 133 | Oakland     |
| 10 de mayo | Golden State Warriors 129, Los Angeles Lakers 121 | Oakland     |
| 12 de mayo | Los Angeles Lakers 118, Golden State Warriors 106 | Los Angeles |
|            | Los Angeles Lakers gana las series 4-1            |             |

### Finales de Conferencia
Los Angeles Lakers vs. Seattle SuperSonics 
| Fecha      | Partido                                         | Ciudad      |
| ---------- | ----------------------------------------------- | ----------- |
| 16 de mayo | Los Angeles Lakers 92, Seattle SuperSonics 87   | Los Angeles |
| 19 de mayo | Los Angeles Lakers 112, Seattle SuperSonics 104 | Los Angeles |
| 23 de mayo | Seattle SuperSonics 121, Los Angeles Lakers 122 | Seattle     |
| 25 de mayo | Seattle SuperSonics 102, Los Angeles Lakers 133 | Seattle     |
|            | Los Angeles Lakers gana las series 4-0          |             |

### Finales de la NBA
Los Angeles Lakers vs. Boston Celtics
| Fecha       | Partido                                    | Ciudad      |
| ----------- | ------------------------------------------ | ----------- |
| 2 de junio  | Los Angeles Lakers 126, Boston Celtics 113 | Los Angeles |
| 4 de junio  | Los Angeles Lakers 141, Boston Celtics 122 | Los Angeles |
| 7 de junio  | Boston Celtics 109, Los Angeles Lakers 103 | Boston      |
| 9 de junio  | Boston Celtics 106, Los Angeles Lakers 107 | Boston      |
| 11 de junio | Boston Celtics 123, Los Angeles Lakers 108 | Boston      |
| 14 de junio | Los Angeles Lakers 106, Boston Celtics 93  | Los Angeles |
|             | Los Angeles Lakers gana las finales 4-2    |             |

## Estadísticas
| Rk | Jugador             | Edad | P  | PT | MP   | TC  | TCI  | %TC  | T3  | T3I | %T3  | TL  | TLI  | %TL  | RO  | RD  | RT  | AS   | RB  | TAP | BP  | FP  | PTS  |
| -- | ------------------- | ---- | -- | -- | ---- | --- | ---- | ---- | --- | --- | ---- | --- | ---- | ---- | --- | --- | --- | ---- | --- | --- | --- | --- | ---- |
| 1  | Magic Johnson       | 27   | 80 | 80 | 36.3 | 8.5 | 16.4 | .522 | 0.1 | 0.5 | .205 | 8.4 | 15.9 | .848 | 1.5 | 4.8 | 6.3 | 12.2 | 1.7 | 0.5 | 3.8 | 2.1 | 23.9 |
| 2  | James Worthy        | 25   | 82 | 82 | 34.4 | 7.9 | 14.7 | .539 | 0.0 | 0.2 | .000 | 7.9 | 14.6 | .751 | 1.9 | 3.8 | 5.7 | 2.8  | 1.3 | 1.0 | 2.0 | 2.5 | 19.4 |
| 3  | Byron Scott         | 25   | 82 | 82 | 33.3 | 6.8 | 13.8 | .489 | 0.8 | 1.8 | .436 | 6.0 | 12.0 | .892 | 0.8 | 2.7 | 3.5 | 3.4  | 1.5 | 0.2 | 1.8 | 2.0 | 17.0 |
| 4  | Kareem Abdul-Jabbar | 39   | 78 | 78 | 31.3 | 7.2 | 12.7 | .564 | 0.0 | 0.0 | .333 | 7.2 | 12.7 | .714 | 1.9 | 4.8 | 6.7 | 2.6  | 0.6 | 1.2 | 2.4 | 3.1 | 17.5 |
| 5  | A.C. Green          | 23   | 79 | 72 | 28.4 | 4.0 | 7.4  | .538 | 0.0 | 0.1 | .000 | 4.0 | 7.4  | .780 | 2.7 | 5.1 | 7.8 | 1.1  | 0.9 | 1.0 | 1.3 | 2.2 | 10.8 |
| 6  | Michael Cooper      | 30   | 82 | 2  | 27.5 | 3.9 | 9.0  | .438 | 1.1 | 2.8 | .385 | 2.8 | 6.2  | .851 | 0.7 | 2.4 | 3.1 | 4.5  | 1.0 | 0.5 | 1.2 | 2.4 | 10.5 |
| 7  | Mychal Thompson     | 32   | 33 | 1  | 20.6 | 3.9 | 8.2  | .480 | 0.0 | 0.0 | .000 | 3.9 | 8.1  | .743 | 1.4 | 2.7 | 4.1 | 0.8  | 0.4 | 0.9 | 1.7 | 2.6 | 10.1 |
| 8  | Kurt Rambis         | 28   | 78 | 10 | 19.4 | 2.1 | 4.0  | .521 | 0.0 | 0.0 |      | 2.1 | 4.0  | .764 | 2.0 | 3.8 | 5.8 | 0.8  | 0.9 | 0.5 | 1.3 | 2.6 | 5.7  |
| 9  | Billy Thompson      | 23   | 59 | 0  | 12.9 | 2.4 | 4.4  | .544 | 0.0 | 0.0 | .000 | 2.4 | 4.4  | .649 | 1.2 | 1.7 | 2.9 | 1.0  | 0.3 | 0.5 | 1.0 | 2.5 | 5.6  |
| 10 | Frank Brickowski    | 27   | 37 | 0  | 10.9 | 1.4 | 2.5  | .564 | 0.0 | 0.0 |      | 1.4 | 2.5  | .678 | 1.1 | 1.5 | 2.6 | 0.3  | 0.4 | 0.1 | 0.7 | 2.8 | 3.9  |
| 11 | Wes Matthews        | 27   | 50 | 0  | 10.6 | 1.8 | 3.7  | .476 | 0.0 | 0.1 | .333 | 1.8 | 3.7  | .806 | 0.3 | 0.7 | 0.9 | 2.0  | 0.5 | 0.1 | 1.0 | 1.1 | 4.2  |
| 12 | Adrian Branch       | 23   | 32 | 0  | 6.8  | 1.5 | 3.0  | .500 | 0.0 | 0.1 | .000 | 1.5 | 2.9  | .778 | 0.7 | 0.9 | 1.7 | 0.5  | 0.5 | 0.1 | 0.8 | 1.2 | 4.3  |
| 13 | Mike Smrek          | 24   | 35 | 3  | 6.7  | 0.9 | 1.7  | .500 | 0.0 | 0.0 |      | 0.9 | 1.7  | .640 | 0.4 | 0.7 | 1.1 | 0.1  | 0.1 | 0.4 | 0.5 | 2.0 | 2.2  |

## Galardones y récords
| Jugador             | Galardón                                                                     |
| Magic Johnson       | MVP de la NBA MVP de las Finales de la NBA Mejor quinteto de la NBA All-Star |
| Michael Cooper      | Mejor defensor de la NBA Mejor quinteto defensivo de la NBA                  |
| Kareem Abdul-Jabbar | All-Star                                                                     |
| James Worthy        | All-Star                                                                     |